# Bad St. Leonhard im Lavanttal
Bad St. Leonhard im Lavanttal (amtlicher Name) ist eine Stadtgemeinde mit 4265 Einwohnern (Stand 1. Jänner 2024) im Bezirk Wolfsberg in Kärnten, Österreich.

## Geographie
Die Gemeinde liegt im oberen Lavanttal nördlich von Wolfsberg.

### Gemeindegliederung
Die Gemeinde umfasst acht Katastralgemeinden:
Erzberg, Görlitzen, Kliening, Bad St. Leonhard (B.S.L.), Schiefling (Sl,), Schönberg (Sb:), Theißing, Twimberg.

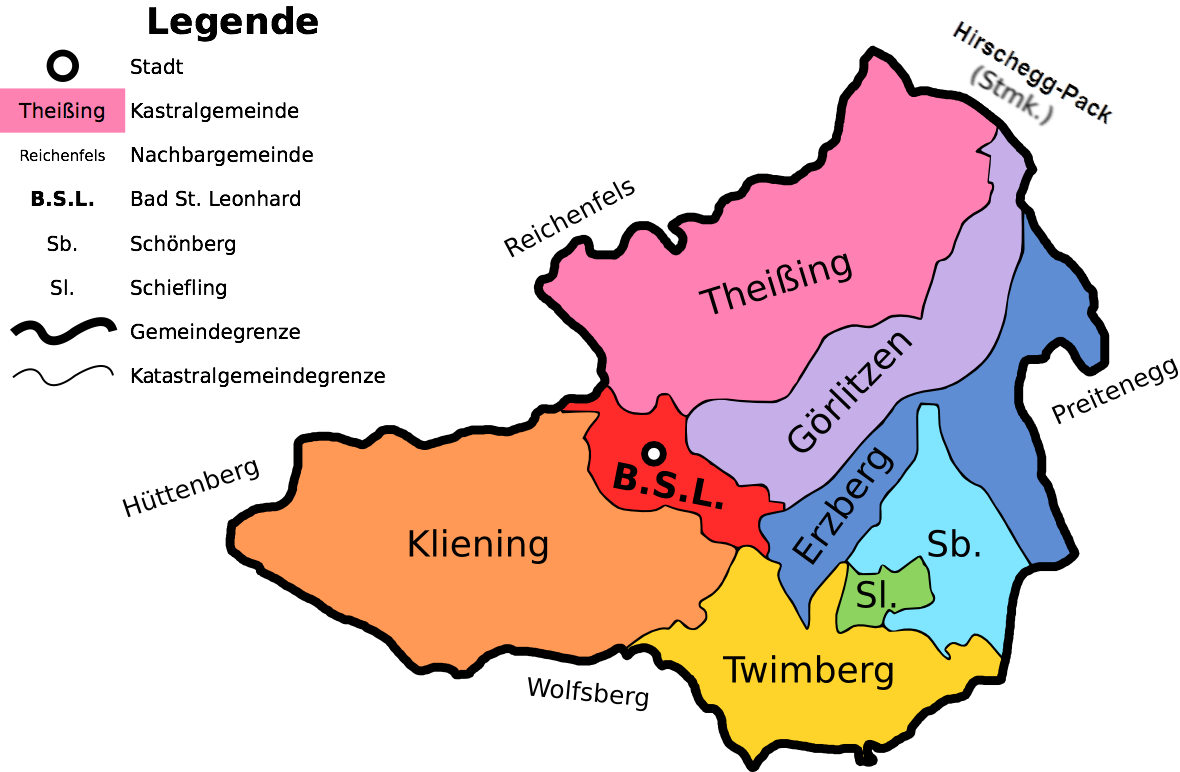
Die Katastralgemeinden und Nachbargemeinden von Bad St. Leonhard

Das Gemeindegebiet gliedert sich in folgende 17 Ortschaften (in Klammern Einwohnerzahl Stand 1. Jänner 2024):
- Bad St. Leonhard im Lavanttal (1922)
- Erzberg (44)
- Görlitzen (114)
- Gräbern (70)
- Kalchberg (102)
- Kliening (630)
- Lichtengraben (25)
- Mauterndorf (85)
- Prebl (70)
- Raning (48)
- Schiefling (272)
- Schönberg (158)
- Steinbruch (29)
- Twimberg (265)
- Wartkogel (56)
- Wiesenau (88)
- Wisperndorf (287)

### Nachbargemeinden
|                 | Reichenfels                                 |                     |
| Hüttenberg (SV) | Kompassrose, die auf Nachbargemeinden zeigt | Hirschegg-Pack (VO) |
|                 | Wolfsberg                                   | Preitenegg          |

## Geschichte
Das heutige Gemeindegebiet ist seit mehr als 2000 Jahren bewohnt. Eine römische Straße befand sich aufgrund der verkehrsgünstigen Lage im oberen Lavanttal auf dem heutigen Gemeindegebiet. Sie führte von Wolfsberg über Bad Sankt Leonhard in die heutige Steiermark.
Der Ort im Herrschaftsgebiet des Hochstifts Bamberg entstand um die von Bischof Otto (1106/39) geweihte Leonhardskirche, wurde 1287 erstmals urkundlich erwähnt und entwickelte sich im Schutz der Burg Gomarn schnell zum Markt. St. Leonhard besaß schon vor 1311 Stadtrechte, die am 22. Juli 1325 durch Bischof Heinrich urkundlich bestätigt wurden. In dieser Urkunde wurde auch eine Bergordnung für St. Leonhardt erlassen. 1759 wurde St. Leonhard – wie die übrigen Besitzungen des Hochstifts Bamberg in Kärnten – an die Habsburger verkauft.
Ihre Blütezeit erlebte die Stadt im 15. und 16. Jahrhundert, als im nahen Klieninger Graben der Bergbau nach Gold und Silber florierte. Unter den reichen Gewerken, die dem „Klieninger Goldrausch“ folgten, waren auch Mitglieder der berühmten Augsburger Kaufmannsfamilie Fugger, die in der Region bald Dutzende Gruben und Stollen betrieb. Damals soll auch der berühmte Arzt und Naturforscher Theophrastus Bombastus von Hohenheim, besser bekannt als Paracelsus, das Bergbaugebiet besucht und das heilkräftige Preblauer Sauerwasser einer ersten Analyse unterzogen haben. Der Preblauer Säuerling, der schon im Mittelalter an der Tafel des Bamberger Bischofs gereicht wurde, ist heute als „Preblauer Heil- und Mineralwasser“ weithin bekannt.
Der Abbau von Eisen, der ebenfalls eine große wirtschaftliche Rolle spielte, wurde im Jahre 1876 endgültig eingestellt. Die Gemeinde mit ihrer Schwefelquelle und dem Preblauer Sauerbrunnen wandelte sich im 20. Jahrhundert zu einem Kurort und Heilbad, 1935 wurde die Stadt in „Bad Sankt Leonhard“ umbenannt. Das einstige Heilbad wurde abgerissen und ein neues Kurbad errichtet.
In den Jahren 1964 und 1973 vergrößerte sich das Gemeindegebiet von Bad St. Leonhard durch zwei Gemeindereformen. Die erste davon erfolgte zum 1. Jänner 1964 mit der Einmeldung der Gemeinden Erzberg-Görlitzen mit Gemeindesitz in der Rotte Loben und der Gemeinde Theißing. Zum 1. Jänner 1973 wurde eine weitere Gemeindereform durchgeführt. Dabei wurden die Gemeinden Kliening und Schiefling im Lavanttal eingemeindet. Die ehemalige Gemeinde Gräbern-Prebl wurde in Gräbern-Prebl-Nord und -Süd unterteilt. Der südliche Teil kam zur Stadtgemeinde Wolfsberg, der nördliche zu Bad St. Leonhard. Deshalb ergab es sich auch, dass Schüler der Mondscheinsiedlung, die früher die Schule in Prebl besucht hatten, später in Schiefling zur Schule gingen.

## Bevölkerung

### Bevölkerungsentwicklung
Seit dem Jahr 1869 wurden regelmäßig Volkszählungen durchgeführt. Die Einwohnerzahl stieg zwischen 1869 und 1971 von etwa 4.200 auf 5.200 und ist seither rückläufig. In den zehn Jahren von 2001 bis 2011 nahm die Wohnbevölkerung durch eine leicht negative Geburtenbilanz (–25) und eine negative Wanderungsbilanz (–263) stark ab, Dieser Trend hat sich auch in den folgenden Jahren fortgesetzt.

### Staatsbürgerschaft und Religion
Laut der Volkszählung im Jahr 2001 hatte Bad St. Leonhard 4.816 Einwohner, davon 97,3 % österreichische Staatsbürger. 96,4 % der Bevölkerung bekannten sich zur römisch-katholischen und 0,7 % zur evangelischen Kirche, 1,6 % ist ohne religiöses Bekenntnis.

## Kultur und Sehenswürdigkeiten
- Schloss Ehrenfels
- Burgruine Gomarn
- Schloss Lichtengraben
- Burgruine Painburg

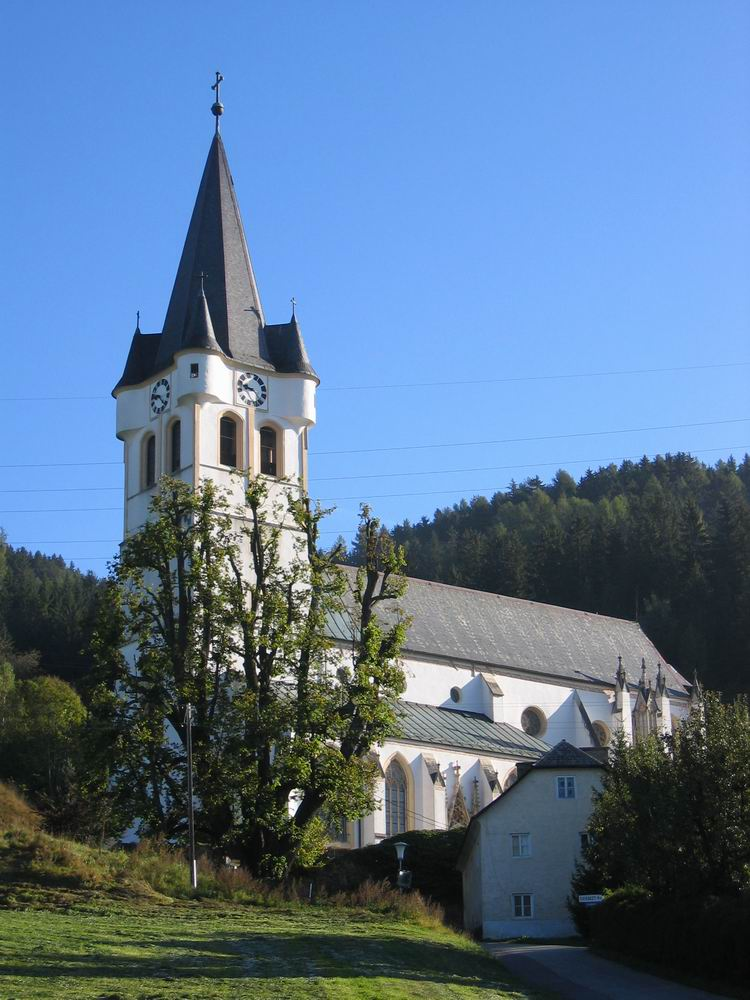
Leonhardikirche

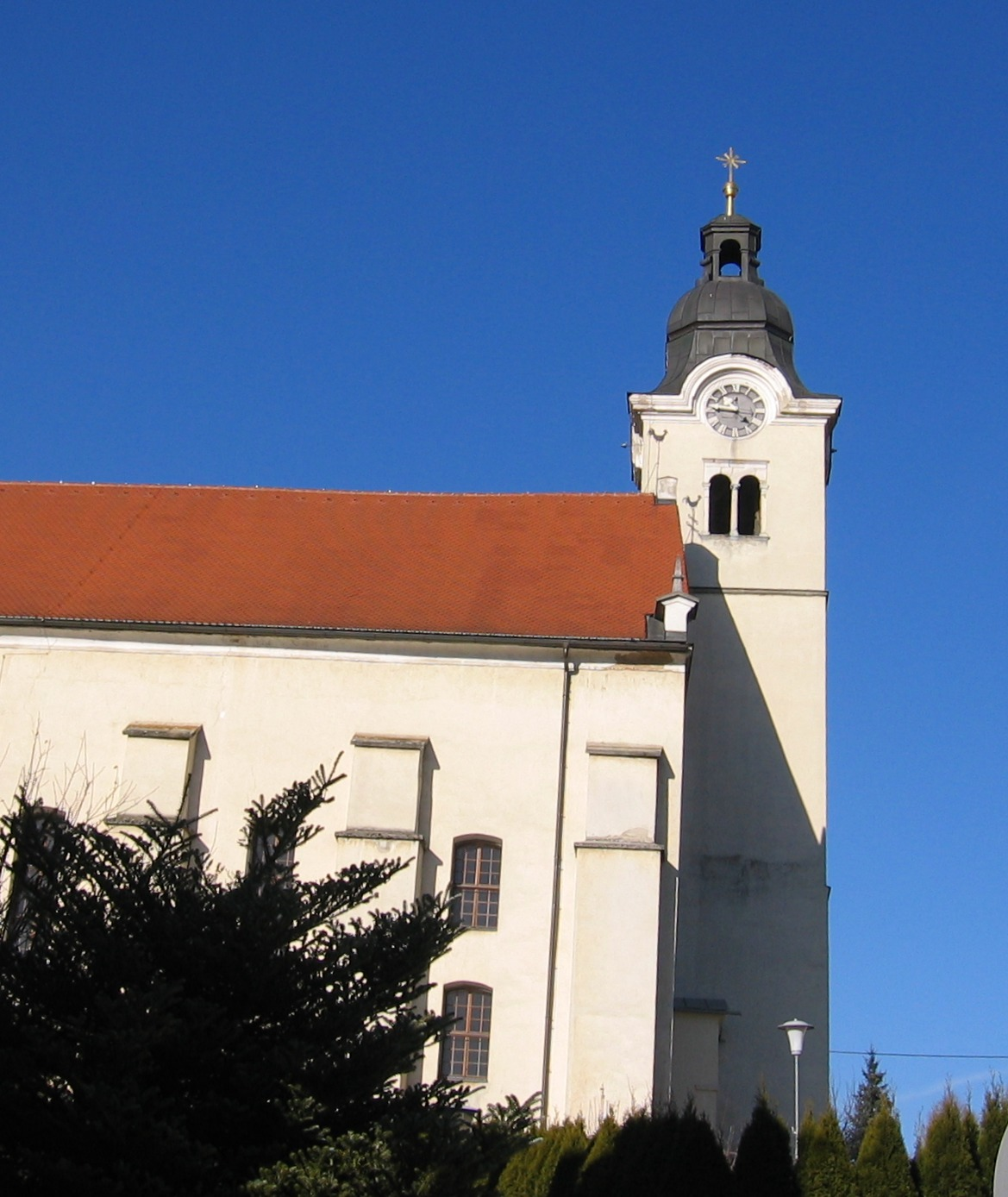
Kunigundkirche

- Schloss Wiesenau: Unter den zahlreichen Burgruinen und Schlössern in der Umgebung der Stadt nimmt das Schloss Wiesenau einen besonderen Stellenwert ein. Es war in der ersten Hälfte des 19. Jahrhunderts Versammlungsort des Wiesenauer Kreises, zu dem auch der kaiserliche Hofastronom Tobias Bürg (1766–1834/1835) gehörte.
- Burgruine Twimberg
- Katholische Pfarrkirche St. Leonhard im Lavanttal: Das mächtige, im gotischen Stil erbaute Gotteshaus entstand in der ersten Hälfte des 14. Jahrhunderts und wurde dem Schutzpatron der Gefangenen und der Tiere geweiht. Neben den bemalten gotischen Glasfenstern, die mit 139 erhaltenen Einzelscheiben die umfangreichste Sammlung mittelalterlicher Glasgemälde in Kärnten bilden, haben vor allem die gotischen Flügelaltäre, die gotische Madonnenstatue (um 1330) und das spätgotische Fastentuch Berühmtheit erlangt.
- Katholische Pfarrkirche Schiefling im Lavanttal hl. Ägidius
- Kunigundkirche

Sonstiges:
- Mittelalterliche Stadtmauer
- Reckturm
- Talübergang Lavant
- Kärntner Sonnenturm, denkmalgeschützter Aussichtsturm am Rastplatz Twimberg an der Süd Autobahn

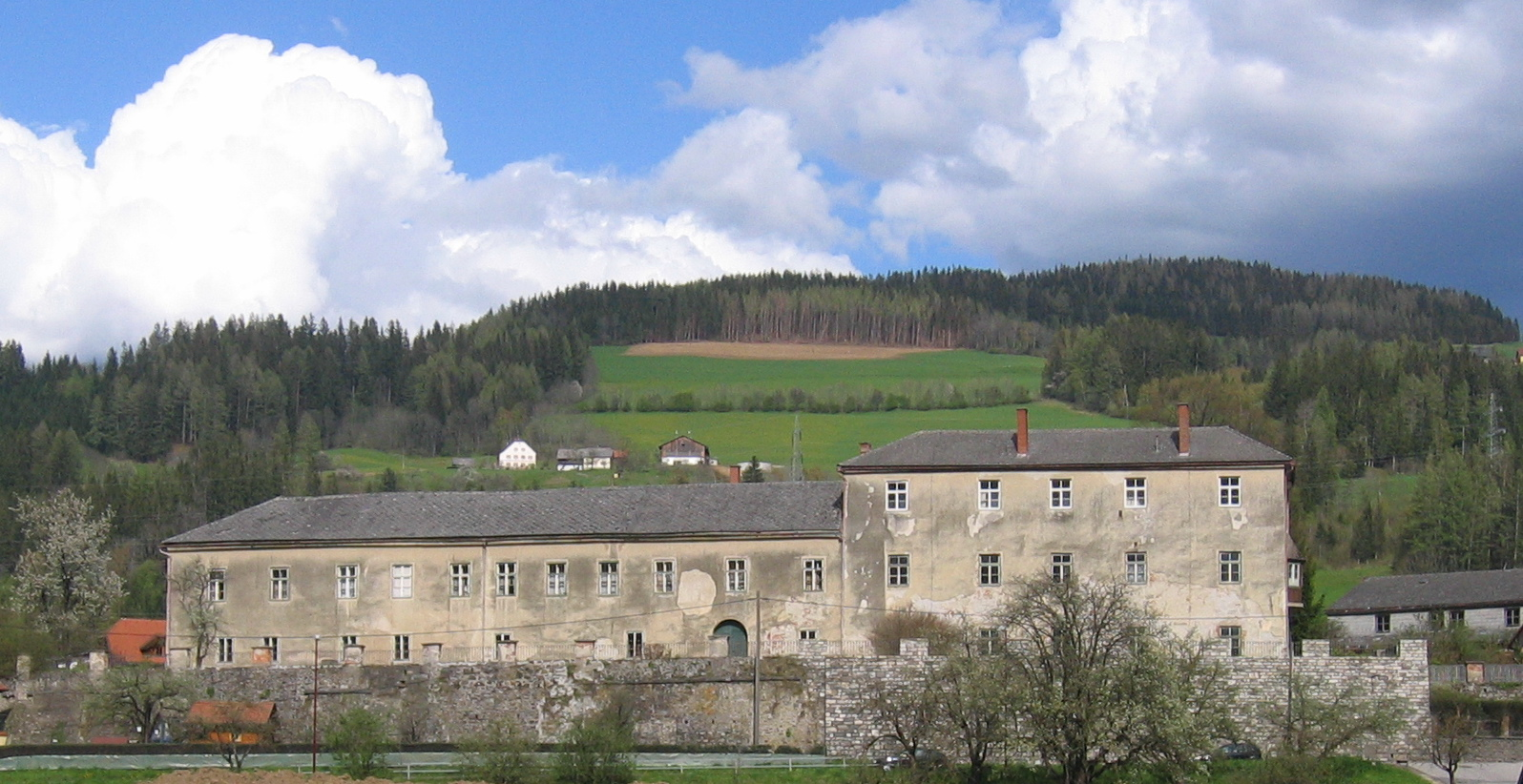
Schloss Ehrenfels
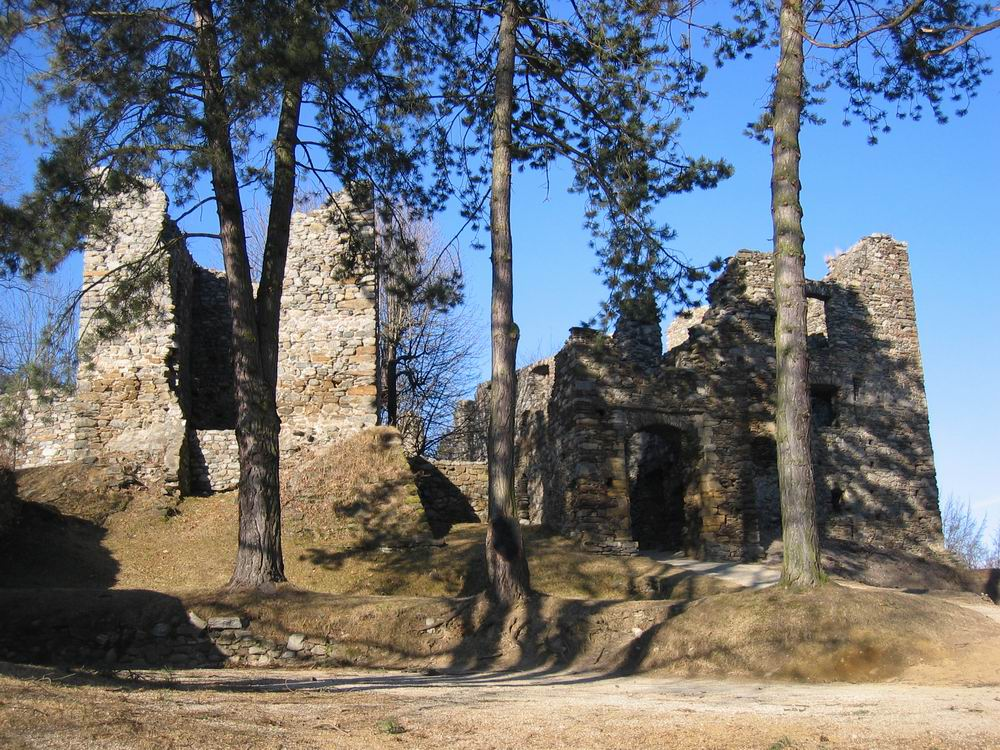
Burgruine Gomarn
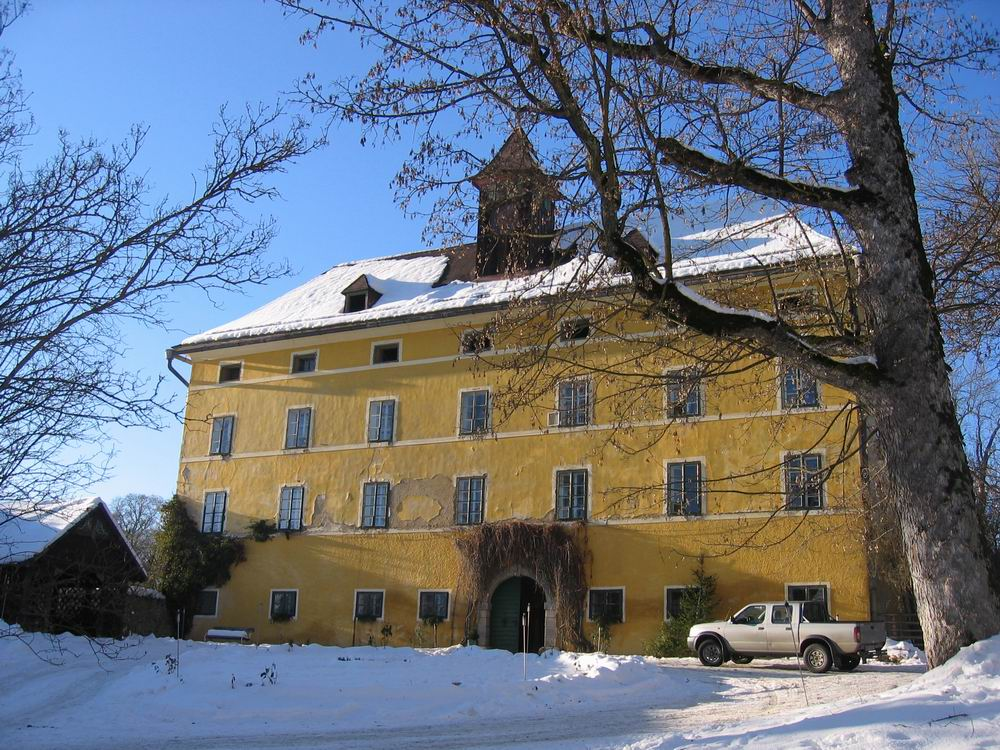
Schloss Lichtengraben
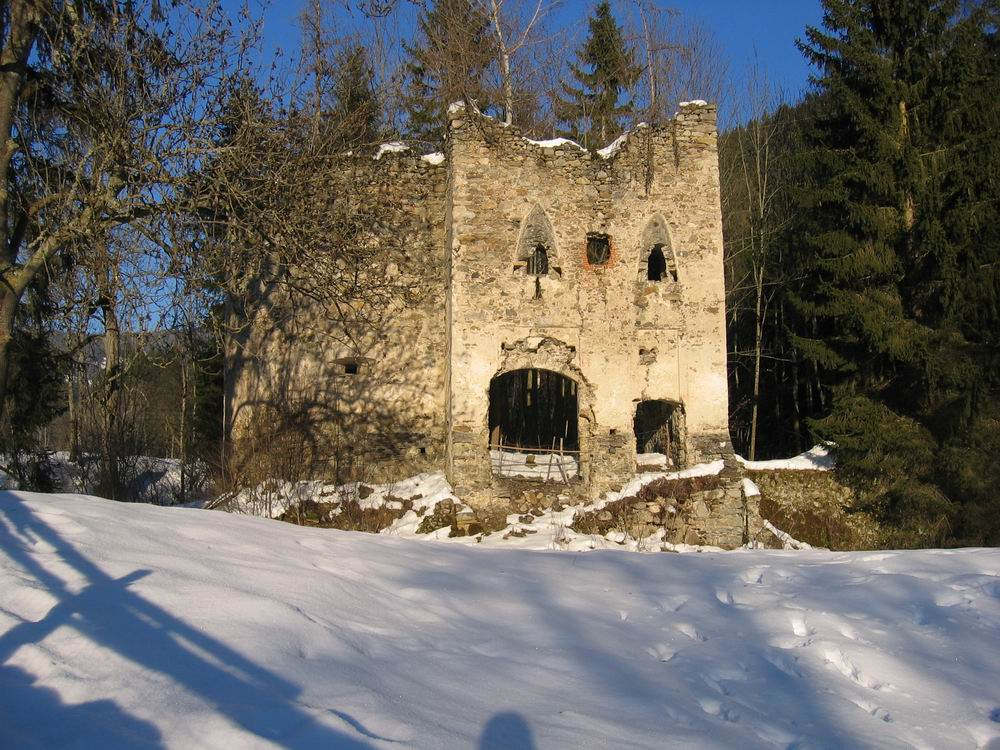
Burgruine Painburg
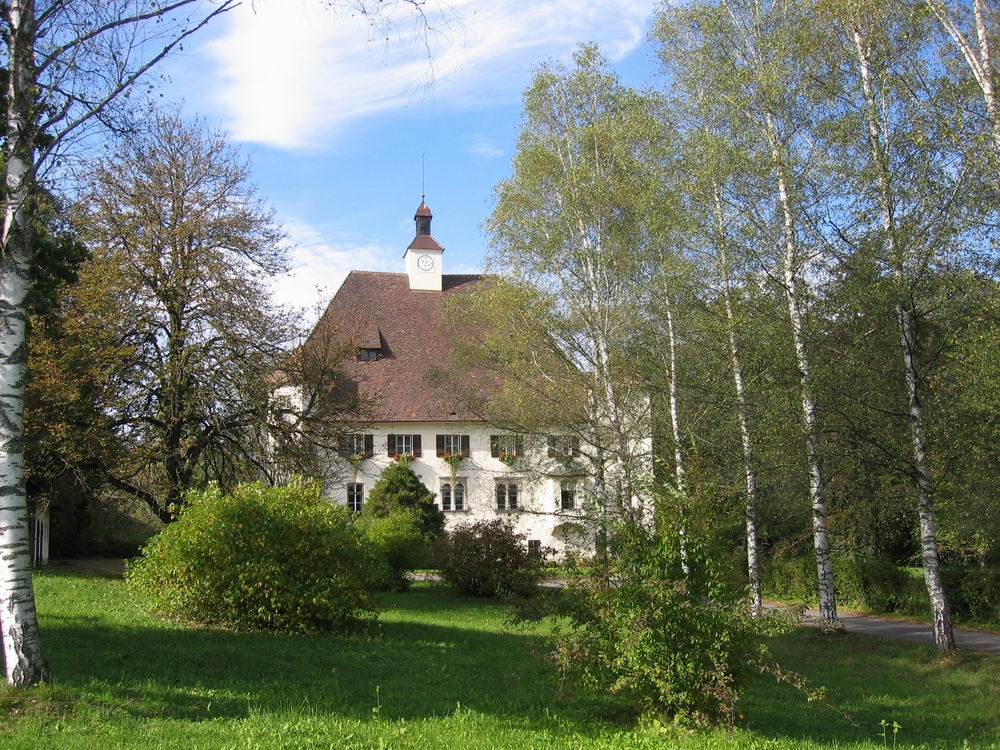
Schloss Wiesenau

## Brandschutz
- Freiwillige Feuerwehr Bad St. Leonhard
- Freiwillige Feuerwehr Kliening

## Vereine
- MGV Bad St. Leonhard (gegründet 1878)
- Faschingsgilde Bad St. Leonhard „Lei Blau“
- Stadtkapelle Bad St. Leonhard (gegründet 1872)
- Trachtenkapelle Schiefling
- Sportverein Bad St. Leonhard (gegründet 1962)
- Singgemeinschaft Kliening
- Naturfreunde Bad St. Leonhard
- Landjugend Bad St. Leonhard
- Theatergruppe Schiefling
- ASKÖ Klippitztörl

## Wirtschaft und Infrastruktur

### Wirtschaftssektoren
Die folgende Tabelle zeigt die Entwicklung der Betriebsanzahl und der Beschäftigten in den Wirtschaftssektoren:
| Wirtschaftssektor            | Anzahl Betriebe | Anzahl Betriebe | Anzahl Betriebe | Erwerbstätige | Erwerbstätige | Erwerbstätige |
| Wirtschaftssektor            | 2021            | 2011            | 2001            | 2021          | 2011          | 2001          |
| ---------------------------- | --------------- | --------------- | --------------- | ------------- | ------------- | ------------- |
| Land- und Forstwirtschaft 1) | 170             | 242             | 278             | 214           | 236           | 159           |
| Produktion                   | 53              | 44              | 41              | 1397          | 1429          | 1067          |
| Dienstleistung               | 161             | 174             | 123             | 765           | 735           | 541           |

1) Betriebe mit Fläche in den Jahren 2010 und 1999

### Straßenverkehr
Anfang der 1980er erfolgte der Anschluss an das Autobahnnetz mit der Anschlussstelle Bad St. Leonhard an der Süd Autobahn. Vorerst konnte man nur in Richtung Graz/Wien fahren, mit Eröffnung der Teilstrecke Wolfsberg Nord – Bad St. Leonhard 1986 aber auch in die heutige Richtungsfahrbahn Villach. Erst 1999 konnte man von Bad St. Leonhard laufend auf einer Autobahn Klagenfurt, Villach und Italien erreichen.
Bis Juli 2012 führte die Obdacher Straße B 78 durch das Ortsgebiet von Bad St. Leonhard und wies ein hohes Verkehrsaufkommen auf. Vor allem die LKW-Anzahl war stark gestiegen, was zum einen auf die Expansion der Holzindustrie in Bad St. Leonhard und der steirischen Gemeinde Obdach zurückzuführen ist, zum anderen auf die Fertigstellung der Umfahrungen von Obdach und Zeltweg. Besonders nachteilig war es, dass in Bad St. Leonhard die Straße über den Hauptplatz führte, wobei sich zwischen dem Gasthof Geiger und der alten Stadtmauer eine Engstelle befindet.
Deshalb wurde in Bad St. Leonhard seit mehreren Jahren an eine Umfahrung gedacht. Ein vier Jahre lang dauernder Planungsprozess kam am 22. Juni 2006 zu einem Abschluss, aus diesem ging eine Trasse als wirtschaftlichste und anrainerfreundlichste Variante hervor.
Diese wurde im Gemeinderat der Stadt Bad St. Leonhard einstimmig beschlossen. Eine Bürgerinitiative verzichtete bereits im Vorfeld auf die Forderung nach einer Einhausung im Bereich Untere Stadt, weil der damalige Verkehrsreferent Landesrat Gerhard Dörfler (FPK) versprach, die geplante Lärmschutzwand in diesem Bereich von vier auf fünfeinhalb Meter zu erhöhen und mit hochabsorbierenden Elementen zu versehen. Auch diese Maßnahme wurde im Gemeinderat beschlossen.
Die beschlossene Westumfahrung von Bad St. Leonhard verläuft nahe der Lavant und beinhaltet eine Unterflurtrasse mit 490 Metern Länge. Der Baubeginn erfolgte im Frühjahr 2009, die Gesamtkosten sollten 36 Millionen Euro betragen. Ein im Februar 2009 veröffentlichter Bericht des Landesrechnungshofes Kärnten bemängelte eine Kostenüberschreitung um fast das Doppelte. Die tatsächlichen Kosten lagen laut dem Bericht bei 68,7 Millionen Euro. Die Gesamtkosten betrugen schließlich rund 46 Mio. Euro. Am 15. Juli 2012 wurde die Umfahrung vom damaligen Landeshauptmann Gerhard Dörfler feierlich eröffnet.

### Öffentliche Verkehrsmittel

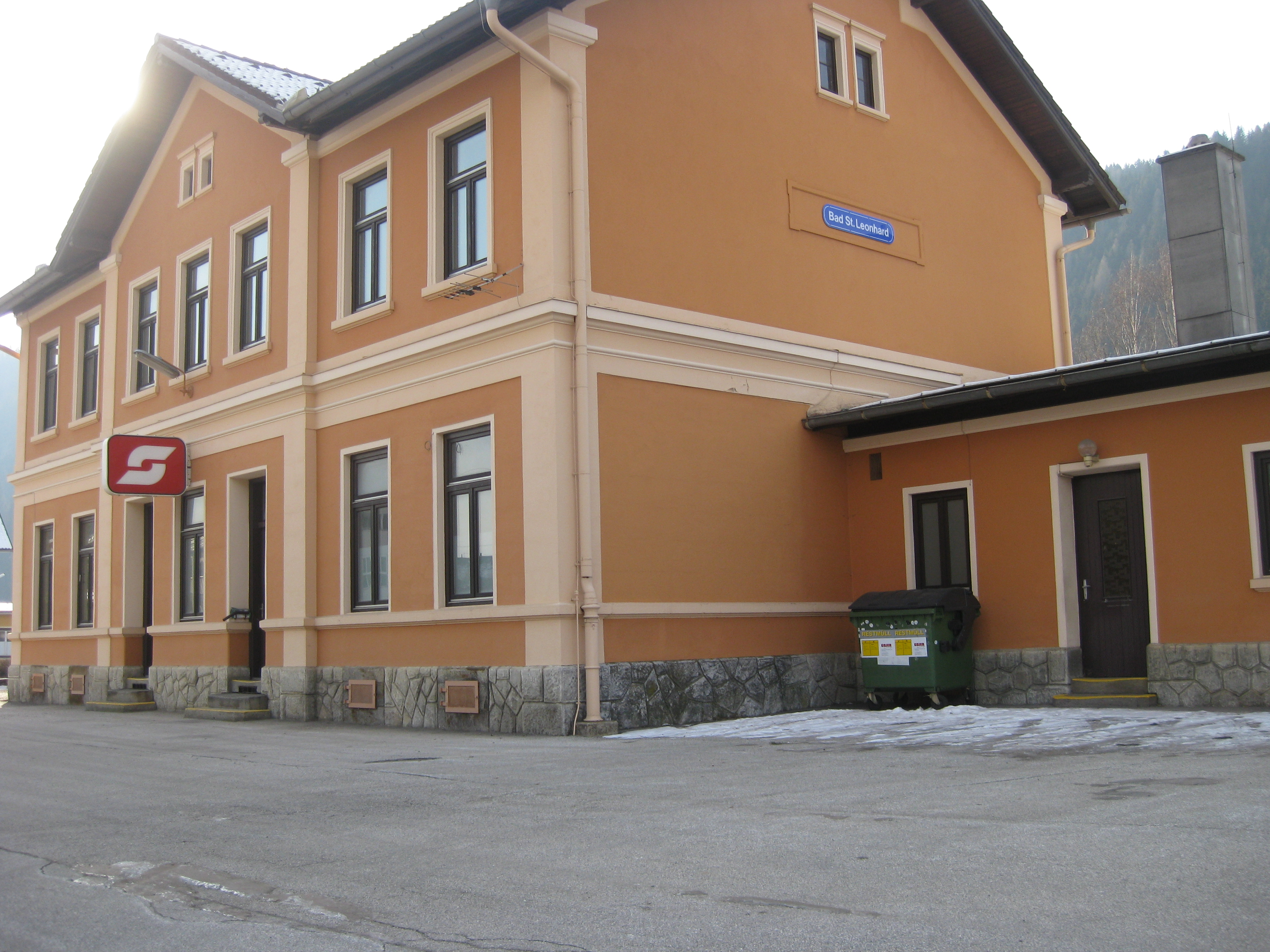
Bahnhof Bad St. Leonhard (nur noch Güterverkehr)

Den Anschluss Bad St. Leonhards an das Eisenbahnnetz erfolgte im Jahr 1900 mit der Eröffnung der Teilstrecke Zeltweg–Wolfsberg der Lavanttalbahn. Nach einer Rationalisierung auf ein Personenzugpaar zwischen Zeltweg und Bad St. Leonhard im Dezember 2001 wurde dieser Teilabschnitt ab August 2010 gar nicht mehr bedient. Zwischen Bad St. Leonhard und Wolfsberg verkehrten bis 2017 wochentags (außer in den Sommerferien) weiterhin zwei Zugpaare. Seither werden zwischen Wolfsberg und Zeltweg nur noch Güterverkehr betrieben. Der größte Abnehmer ist dabei die Papierfabrik mondi in Frantschach.
Im Zuge der Einstellung des Personenverkehrs wurden die Haltestellen Preblau-Sauerbrunn und Twimberg (vormals Bahnhöfe) sowie die Haltestelle Wiesenau aufgelassen. Der Bahnhof Bad St. Leonhard wird weiterhin für den Güterverkehr benutzt. Größter Kunde am Bahnhof ist die Stora Enso Timber GmbH mit gleich zwei Anschlussbahnen.
Zur Postbus-Kraftfahrtlinie 6931 (Wolfsberg – Bad St. Leonhard – Reichenfels – Zeltweg), welche fast nur noch an Schultagen bedient wurde, installierte man im Dezember 2017 (parallel zur Einstellung des Bahn-Personenverkehrs) die Buslinie 5484. Diese verkehrt von Reichenfels aus über Bad St. Leonhard und Wolfsberg zum Bahnhof St. Andrä im Lavanttal. Wochentags wird ein Stundentakt angeboten, an Wochenenden sind es vier Kurspaare. An den Bahnhöfen Wolfsberg und St. Andrä bestehen u. a. direkte Anschlüsse an die S-Bahn-Linie 3 nach Klagenfurt Hauptbahnhof, in Reichenfels bestehen Umsteigemöglichkeiten von und nach Zeltweg.
Mit der Neuausschreibung der Buslinien im Lavanttal verbesserte die ÖBB-Postbus GmbH u. a. auch die Verbindungen in den Ortsteil Schiefling. Auch die Busse Richtung Preitenegg und Pack fahren seitdem von der Haltestelle Prebl Alter Bahnhof ab und sind auf die Linie 5484 angepasst.
Die Buslinie Lichtengraben – Bad St. Leonhard – Kliening wird mittlerweile nur noch von der Gemeinde beauftragt, zuvor war sie als Linie 8598 in das Netz der Kärntner Linien integriert.

### Ansässige Unternehmen (Auswahl)
- Preblauer Heil- und Mineralwasser
- Stora Enso Timber Bad St. Leonhard GmbH – Forstindustrie (ca. 300 Arbeitsplätze)[14]
- Peter Müller – Harmonikabauer
- Hermes Schleifmittel GmbH – Schleifmittelhersteller (ca. 300 Arbeitsplätze)
- Geislinger GmbH – Hersteller von Kupplungen und Dämpfern (ca. 600 Arbeitsplätze)
- Stugeba GmbH – Mobile Raumsysteme, Containersysteme, Tischlerei (ca. 100 Arbeitsplätze)

Am Sonntag, 13. Februar 2022 kam es zu einem Großbrand in einem Sägewerk im Ort.

## Politik

### Stadtrat und Bürgermeister
Der Stadtrat (Stadtregierung) besteht aus sechs Mitgliedern.
Die Stadträte und ihre Ressorts sind:
| Stadtrat                 | Partei            | Ressorts                                                                            |
| ------------------------ | ----------------- | ----------------------------------------------------------------------------------- |
| Bgm. Dieter Dohr         | Liste Dieter Dohr | Gemeindeplanung, Gewerbe und Fremdenverkehr                                         |
| Vzbgm. Heinz Joham       | Liste Dohr        | Gesundheits- und Rettungswesen, Feuerwehren, Hoch- und Tiefbau, öffentliche Anlagen |
| StR. Johannes Weber      | Liste Dohr        | Finanz und Sport                                                                    |
| Vzbgm. Gunter Kienberger | SPÖ               | Familie, Soziales und Wohnungen                                                     |
| StR. Alexander Pichler   | SPÖ               | Schulen und Kultur                                                                  |
| StR Gerhard Penz         | ÖVP               | Land- und Forstwirtschaft, Umweltschutz, Straßen und Verkehr                        |

Gemeinderat
Der Gemeinderat besteht aus 23 Mitgliedern und setzt sich seit der Gemeinderatswahl 2021 aus Mandataren der folgenden Parteien zusammen:
- 10 Liste Dieter Dohr
- 7 SPÖ
- 6 ÖVP

Bürgermeister
- 1997–2021 Simon Maier (SPÖ)
- ab 2021 Dieter Dohr (Liste Dieter Dohr)

## Wappen
Aus den ältesten Stadtrechten vor 1311 rührte das Recht zur Führung eines Siegels, dessen ältestes erhaltenes Fragment aus dem Jahr 1391 den Kirchenpatron noch ohne Schild zeigt, ein weiteres aus dem Jahr 1486 zeigt ihn mit dem Schild des Bamberger Hochstifts. Im heutigen Wappen ist der Heilige Leonhard mit Kette, Abtsstab und Buch aus dem Bamberger Wappenschild wachsend dargestellt. Das Wappen wurde der Stadtgemeinde am 29. April 1970 bestätigt und gleichzeitig eine Fahne verliehen, die die Farben Gelb-Schwarz mit eingearbeitetem Wappen zeigt.
Die amtliche Blasonierung des Wappens lautet:
„In Gold der Benediktinerabt St. Leonhard mit Kranztonsur und schwarzem Habit, den silbernen Abtsstab in der Rechten, ein blaues Buch mit Goldschnitt in der Linken, eine schwarze Kette mit gebrochenem Endglied über den rechten Arm gehängt, aus einem goldenen Schild wachsend, der einen aufgerichteten schwarzen rotbezungten und rotbewehrten Löwen von einem silbernen Schrägrechtsfaden überlegt zeigt.“

## Persönlichkeiten

### Söhne und Töchter der Stadt
- Franz Anton Raab (1722–1783), Hofbeamter und Reformer
- Ottokar Drumbl (1907–1944), Volks- und Berufsschullehrer, Schriftsteller, NS-Funktionär
- Alfred Gasperschitz (1912–1995), Politiker
- Siegfried Tragatschnig (1927–2013), Maler und Grafiker
- Walter Kraxner (1927–2021), Lehrer, Komponist und Dichter
- Inge Sargent (1932–2023), als Sao Thusandi Prinzessin von Hsipaw im burmesischen Shan-Staat
- Josef Trippolt senior (1948–2017), Koch
- Johannes Eigner (* 1960), Diplomat
- Albert Gunzer (* 1960), Politiker (Bürger Allianz, davor FPK, früher FPÖ bzw. BZÖ)
- Pirmin Hacker (* 1996), Skirennläufer
- Felix Hacker (* 1999), Skirennläufer

### Mit der Stadt verbundene Persönlichkeiten
- Josef Fleiß (1906–1978), Musikinstrumentenbauer (Steirische Harmonika)
- Bobby Lugano (1917–1994), Fernsehzauberer
- Josef Trippolt junior (* 1973), Koch